# 达察·益西罗桑丹贝贡布
达察·益西罗桑丹贝贡布（藏語：ཡི་ཤེས་བློ་བཟང་བསྟན་པའི་མགོན་པོ，威利转写：ye shes blo bzang bstan pa'i mgon po；1760年—1810年）藏族，波密玛觉地方人，第八世（计追认）达察活佛。

## 生平
藏历金龙年（1760年），出生于波密玛觉地方。他是由六世班禅额尔德尼授计寻访到的上一世达察活佛的转世灵童，5岁时坐床正式继任达察活佛。“乾隆三十六年庚寅，亲往北京朝觐。三十八年壬辰，奉谕补授掌印喇嘛，并赏给伊属下商卓特巴格隆阿旺达结扎萨克名号，附同赏给管束济隆呼图克图所属巴克硕寺庙十八处僧人百姓之扎萨克喇嘛银印一颗。”
乾隆五十四年（1789年），乾隆帝下旨“封伊为博勒图诺门罕之名号和扎萨克大喇嘛”。乾隆五十七年（1792年），因在反击廓尔喀侵略西藏之战中办理军务有力，“著加恩仍准续封慧通禅师法号”。
嘉庆元年（1796年），他在拉萨修建寺院，获嘉庆帝赐名“永安寺”（藏语为功德林）。功德林成为此后历世达察活佛在拉萨的常驻寺院。
藏历金马年（1810年），达察·益西罗桑丹贝贡布圆寂，享年51岁。